# Bletiken (Vilhelmina socken, Lappland, 722913-150944)
Bletiken är en sjö i Vilhelmina kommun i Lappland och ingår i Ångermanälvens huvudavrinningsområde. Sjön har en area på 0,252 kvadratkilometer och ligger 508,4 meter över havet. Sjön avvattnas av vattendraget Baksjöbäcken.

## Delavrinningsområde
Bletiken ingår i det delavrinningsområde (722945-150891) som SMHI kallar för Inloppet i Jallejaure. Medelhöjden är 528 meter över havet och ytan är 3,53 kvadratkilometer. Det finns ett avrinningsområde uppströms, och räknas det in blir den ackumulerade arean 13,85 kvadratkilometer. Baksjöbäcken som avvattnar avrinningsområdet har biflödesordning 3, vilket innebär att vattnet flödar genom totalt 3 vattendrag innan det når havet efter 391 kilometer. Avrinningsområdet består mestadels av skog (93 procent). Avrinningsområdet har 0,26 kvadratkilometer vattenytor vilket ger det en sjöprocent på 7,3 procent.